# Evaluace
Evaluace (z fr. évaluer, vyhodnotit), hodnocení, je systematické posouzení kvality a hodnoty, popř. významu určitého objektu. Obvykle se vztahuje k tzv. programové evaluaci jako sociálněvědní aktivitě zaměřené na sběr, analýzu, interpretaci, syntézu a sdělování informací o činnosti a efektivitě veřejných politik a programů. Evaluace však může mít také povahu evaluačního výzkumu, který je více orientovaný na samotný proces evaluace (je pro něj objektem studia), založený na teorii, často bývá iniciován samotným badatelem a může obsahovat cíle s hodnoceným programem nesouvisející.
Evaluaci se zakládá na důkladném sběru informací a na jejich odborném zpracování s cílem získat spolehlivé podklady pro případná rozhodnutí. Tato užitečná zpětná vazba může mít v různé fázi politiky nebo programu různou podobu. V době, kdy vyvstane potřeba určitý problém řešit, poskytuje evaluace informace pro počáteční uvažování o možnostech řešení a přispívá tak k výběru a formulaci konkrétního programu. Tato plánovací (také preformativní) fáze je označovaná jako ex-ante evaluace a jejím účelem je popsat problém, analyzovat potřeby a jejich naplňování, posoudit logiku plánované intervence a podmínky implementace programu (jeho proveditelnost).
V průběhu implementace zvoleného programu poskytuje evaluace informace o jeho organizaci a fungování (monitoring) a posléze také o prvotních výsledcích a efektech. Tato procesní (formativní) fáze je obvykle označována jako mid-term evaluace a získané informace o vnitřních procesech, využití zdrojů, zapojení cílových skupin apod. umožňují reagovat na případné problémy programu ještě v jeho průběhu a provádět průběžné korekce.
A konečně může mít užitečná zpětná vazba podobu informace o střednědobých až dlouhodobých výsledcích a efektech programu, často již po skončení financování hodnoceného programu (udržitelnost). Tyto informace lze také kombinovat například s informacemi o nákladech vynaložených na daný program. V této fázi hovoříme o ex-post evaluaci, jejímž účelem může být nejenom prosté srovnání dosažených výsledků s cíli programu. Žádoucí je také posouzení všech efektů (zamýšlených i nezamýšlených) v jejich úplnosti, tj. zda negativní efekty programu nepřevážily ty pozitivní.
Evaluace poskytuje především vhled do programu, který je nezbytným základem pro jeho pro racionální management a plánování a zároveň předpokladem pro další naplnění dalších funkcí evaluace. Těmi jsou kontrola programu (právní, politická, ekonomická, správní), zajištění legitimity programu a rozvoj programu. Protože evaluace obvykle souvisí s připravovaným nebo očekávaným rozhodováním, musí čelit různým, často protichůdným tlakům a dílčím, skupinovým zájmům. Zároveň je zde nebezpečí zneužití domněle objektivních informací k prosazení těchto zájmů. V tomto smyslu mohou zaujaté a tedy nepravdivé evaluace sloužit jako zástěrka pro politická rozhodnutí.

## Druhy evaluací
Evaluace lze rozlišovat podle toho,
- zda má sloužit:
  - vědeckým účelům a týká se tedy například účinnosti metod a prostředků,
  - anebo spíše praktickým' účelům a týká se tedy konkrétního procesu, instituce a podobně;
- kdo ji provádí a jaké si přitom stanovil cíle:
  - ten, kdo má rozhodovat, například majitelé firmy, vedení resortu a podobně;
  - hodnocená instituce sama;
  - nezávislá instance, tisk, občanské sdružení;
- ve které fázi se evaluace provádí:
  - plánovací evaluace (při plánování, resp. před započetím procesu/projektu, někdy označována též jako ex-ante evaluace)
  - formativní evaluace (v průběhu realizace procesu/projektu, někdy označována též jako průběžná či interim evaluace)
  - sumativní evaluace (souhrnné zhodnocení po ukončení procesu/projektu, někdy označována též jako ex-post evaluace)

- na jaký druh informací se evaluace zaměřuje:
  - evaluace cílů
  - evaluace procesů
  - evaluace kvalitativních změn

## Evaluační metody a techniky
Při evaluaci se využívá široká škála kvantitativních i kvalitativních metod a technik, například:
- Dotazníkové šetření
- Experiment
- Průzkum veřejného mínění
- Kvalitativní analýza
- Kvalitativní výzkum
- Pozorování
- Případová studie
- Statistika
- Testování hypotéz
- Verifikace.

Klíčovým momentem evaluace je zajištění nestranného a věcného zhodnocení, přiměřené přisouzení váhy jednotlivým informacím, výzkumům atd., včetně sestavení hodnotícího sboru odborníků.